# Chùa Đất Sét
Chùa Đất Sét (tên chính thức là Bửu Sơn Tự, chữ Hán: 寶山寺) là một ngôi chùa nổi tiếng của tỉnh Sóc Trăng, vì có hàng ngàn pho tượng bằng đất sét và 4 đôi nến (đèn cầy) cao lớn.

## Vị trí
Chùa Đất Sét tọa lạc tại số 286 đường Tôn Đức Thắng thuộc phường 5, thành phố Sóc Trăng, tỉnh Sóc Trăng, Việt Nam.

## Hiện vật

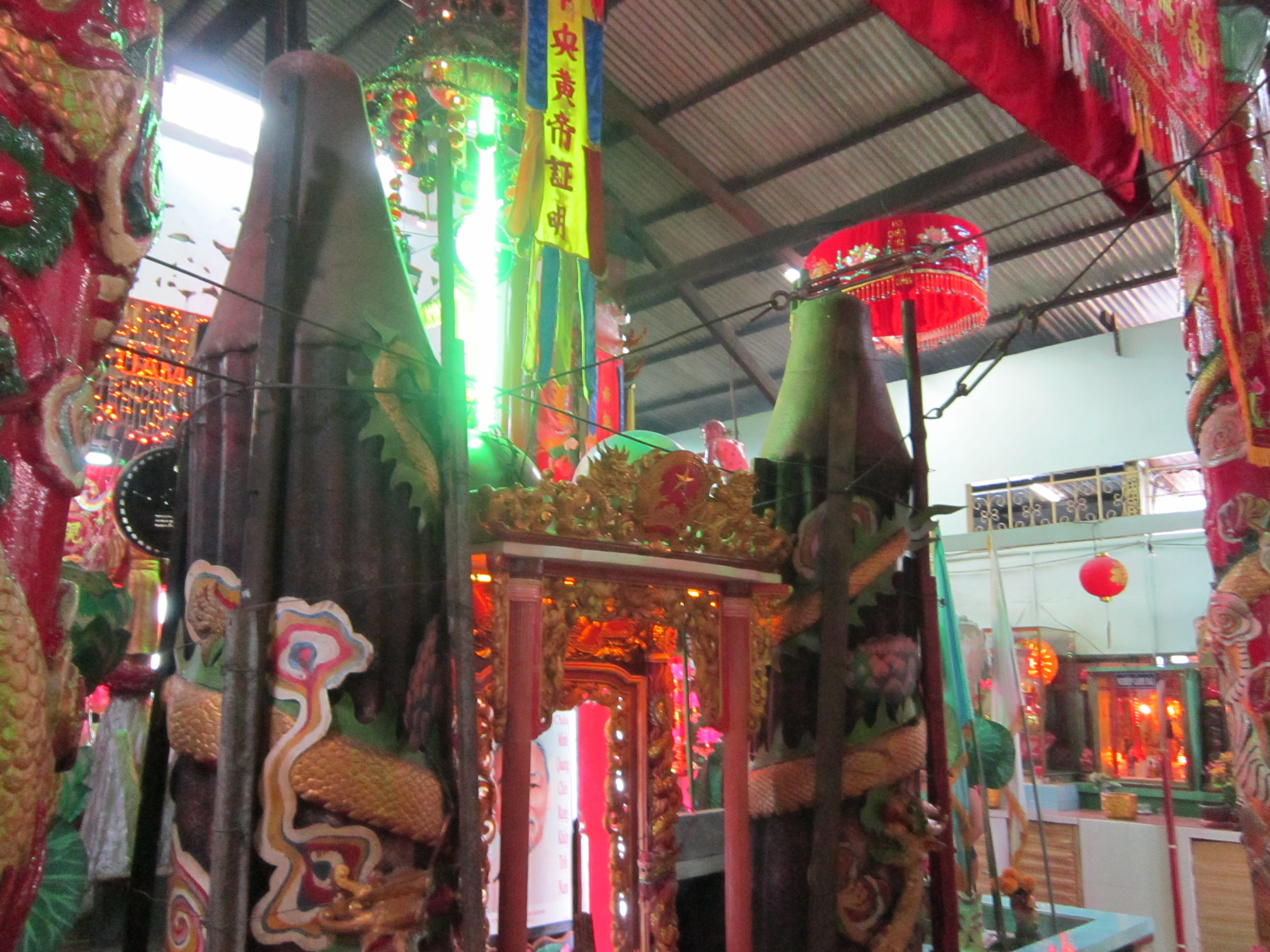
Đôi đèn cây cao lớn nơi bàn thờ Chủ tịch Hồ Chí Minh

## Tiểu sử Ngô Kim Tòng

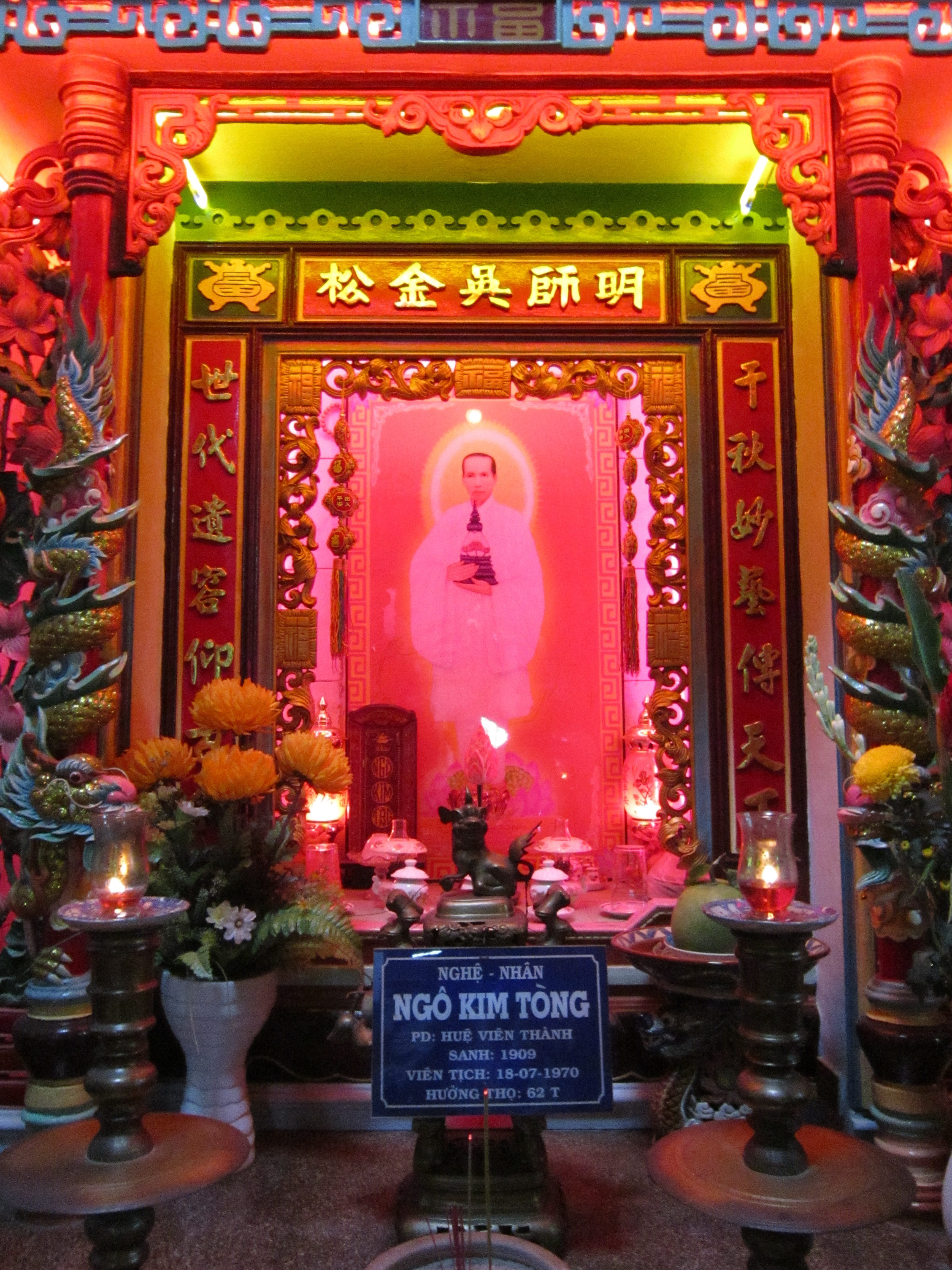
Bàn thờ Ngô Kim Tòng tại chùa

## Ảnh

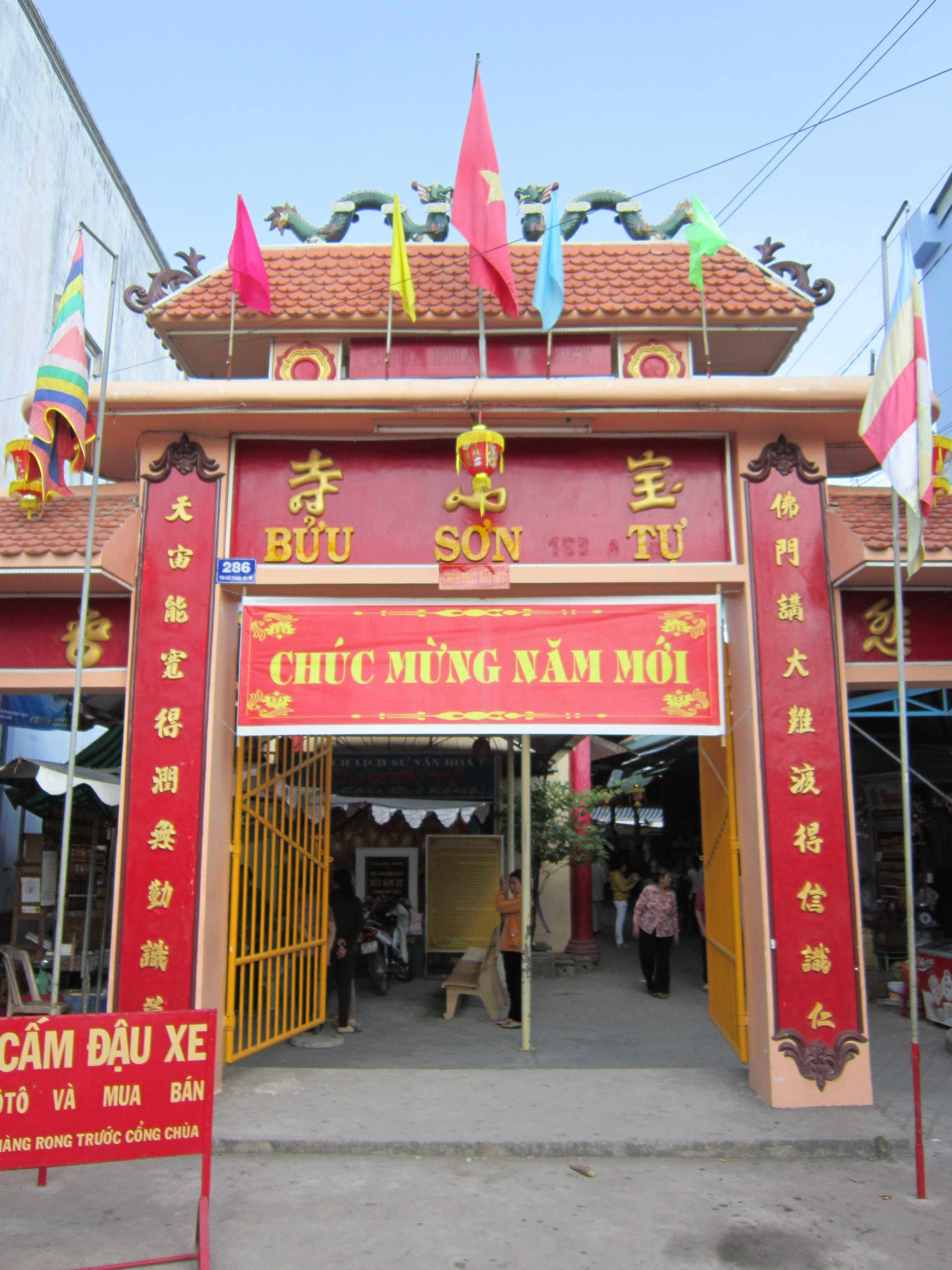
Cổng vào chùa Đất Sét
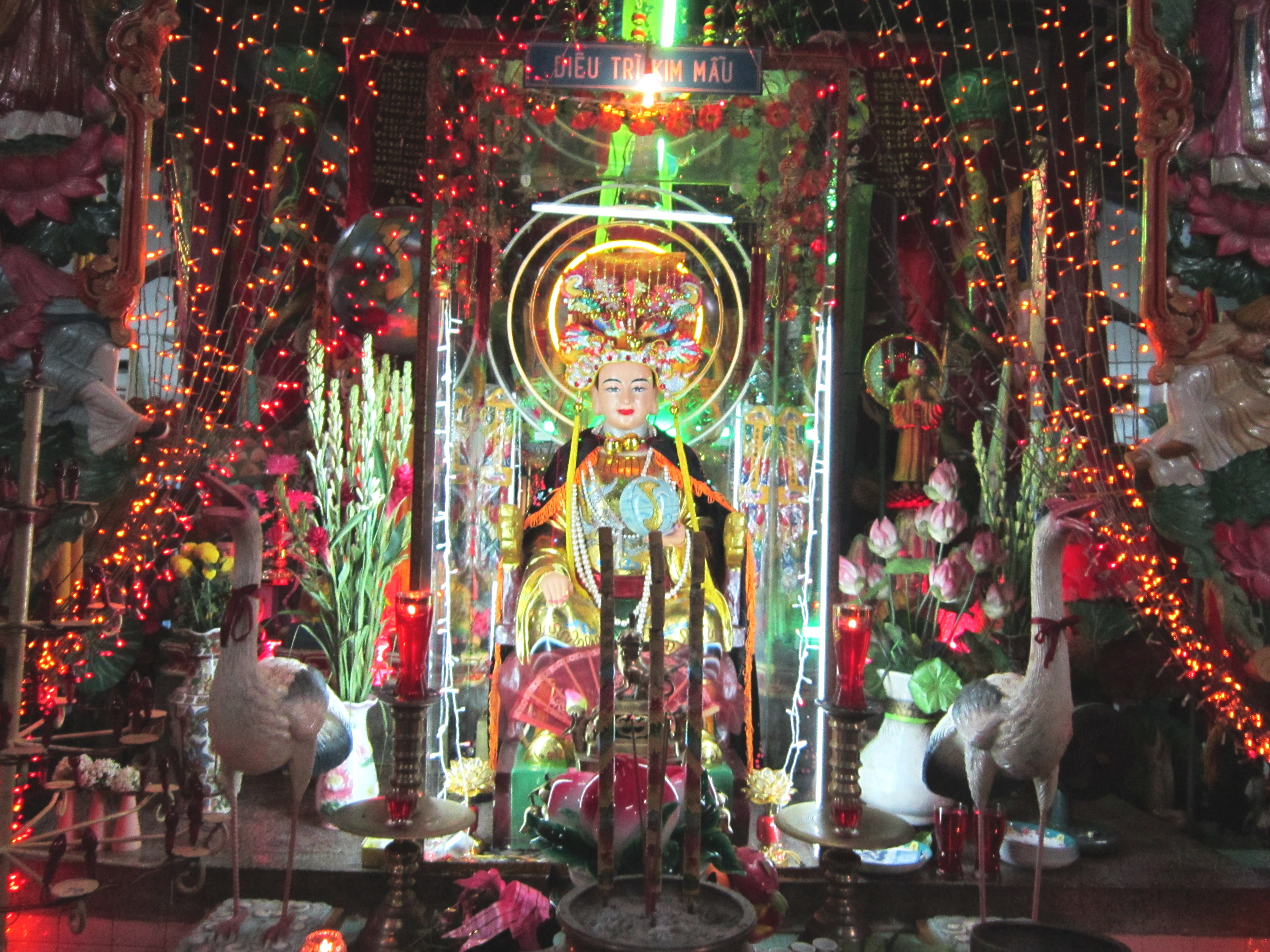
Bàn thờ Diêu Trì Kim Mẫu trong chùa
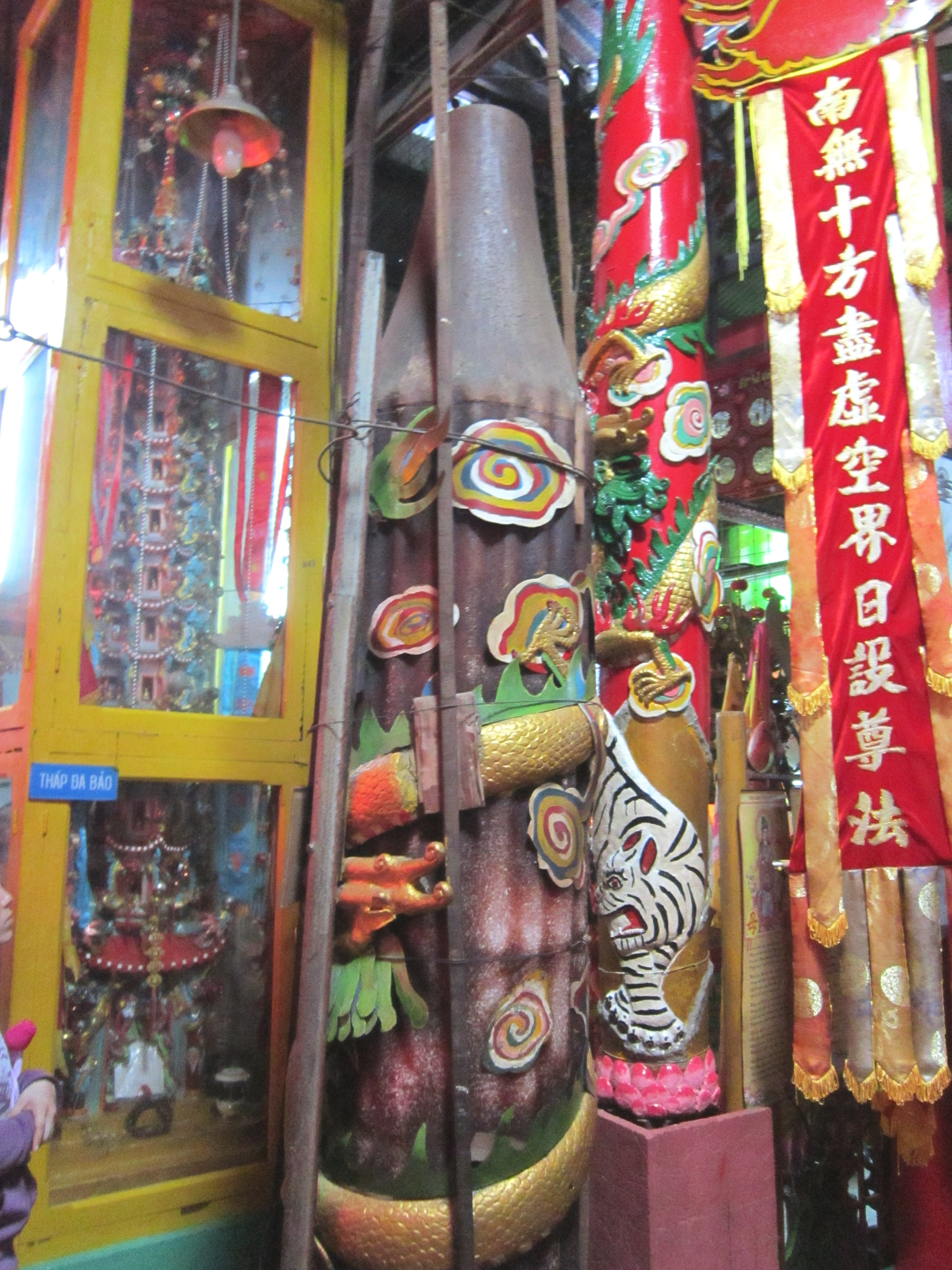
Một trong 8 cây đèn cầy cao lớn trong chùa Đất Sét